# Partia Socjaldemokratyczna (Islandia)
Partia Socjaldemokratyczna (isl. Alþýðuflokkurinn) – islandzka partia polityczna założona w roku 1916 jako polityczna reprezentacja związków zawodowych.
Z Partii Socjaldemokratycznej wywodziło się trzech premierów Islandii: Stefán Jóhann Stefánsson w latach 1947-1949 (rząd koalicyjny z Partią Niepodległości i Partią Postępu), Emil Jónsson w latach 1958–1959 (rząd mniejszościowy) oraz Benedikt Sigurðsson Gröndal w latach 1979–1980 (rząd mniejszościowy). Socjaldemokraci wielokrotnie uczestniczyli w koalicjach rządowych – najdłużej z Partią Niepodległości w latach 1959–1971.
Najlepszy wynik wyborczy partia odnotowała w wyborach w 1978 roku, zdobywając 22% głosów i 14 miejsc w Alþingi. Po raz ostatni startowała samodzielnie w wyborach w roku 1995. Przed wyborami w roku 1999 utworzyła wraz z trzema innymi partiami lewicowymi porozumienie wyborcze, zaś rok później zjednoczyła się z nimi tworząc nową partię – Sojusz.

## Wyniki wyborów
| Wybory  | Liczba głosów | % głosów | +/–%  | Liczba mandatów | +/– |
| ------- | ------------- | -------- | ----- | --------------- | --- |
| 1946    | 11 914        | 17,8     |       | 9               |     |
| 1949    | 11 937        | 16,5     | -1,3  | 7               | -2  |
| 1953    | 12 093        | 15,6     | -0,9  | 6               | -1  |
| 1956    | 15 153        | 18,3     | +2,7  | 8               | +2  |
| VI 1959 | 10 632        | 12,5     | -5,8  | 6               | -2  |
| X 1959  | 12 909        | 15,2     | +2,7  | 9               | +3  |
| 1963    | 12 697        | 14,2     | -1,0  | 8               | -1  |
| 1967    | 15 059        | 15,7     | +1,5  | 9               | +1  |
| 1971    | 15 020        | 10,5     | -5,2  | 6               | -3  |
| 1974    | 10 345        | 9,1      | -1,4  | 5               | -1  |
| 1978    | 26 912        | 22,0     | +12,9 | 14              | +9  |
| 1979    | 21 580        | 17,4     | -4,6  | 10              | -4  |
| 1983    | 15 214        | 11,7     | -5,7  | 6               | -4  |
| 1987    | 23 265        | 15,2     | +3,5  | 10              | +4  |
| 1991    | 24 459        | 15,5     | -0,3  | 10              | ±0  |
| 1995    | 18 846        | 11,4     | -4,1  | 7               | -3  |